# Struthanthus apiculatus
Struthanthus apiculatus är en tvåhjärtbladig växtart som beskrevs av Kuijt. Struthanthus apiculatus ingår i släktet Struthanthus och familjen Loranthaceae. Inga underarter finns listade i Catalogue of Life.